# 福井裕子
福井 裕子（ふくい ゆうこ、1951年1月1日 - ）は、日本の女優。長野県出身。演劇集団 円所属。飯田風越高校卒業。

## 人物
- 身長160cm、体重46kg
- 趣味・特技 ジャズボーカル、日舞、ピアノ

## 出演

### 舞台
- リア王（1985年）
- 欲望という名の電車（1989年）
- マイ・フェア・レディー（1990年）
- 風に吹かれてドンキホーテ（1993年）
- いぬもあるけばぼうにあたる（1998年）
- 光る時間（とき）（1998年）
- 帰ってきたピノッキオ（1998年）
- 小さなエイヨルフ（1999年）
- 遠い日々の人（1999年）
- 当世風　雨月物語（2001年）
- 栗原課長の秘密基地（2002年）
- むりがとおれば（2003年）
- サド侯爵夫人（2005年） - シミアーヌ男爵夫人 役
- ロスメルスホルム（2006年） - ヘルセット婦人 役
- 死の舞踏（2008年） - マーヤ 役
- 凶家（韓国現代戯曲ドラマリーディング）(2009年） - 産神婆 役
- 月、白き水晶の夜（劇団劇作家　劇読み！vol.3）（2009年） - 星崎初子 役
- 未だ定まらず（2011年） - アン 役
- 煙が目にしみる（2011年） - 野々村桂 役
- ガリレイの生涯（2012年）
- 夏ノ方舟（2013年） - シゲ 役
- 沈黙（2014年） - スナック「とまと」のママ 役
- 三人姉妹（2015年） - アンフィーサ 役
- フォースタス（2015年） - 老婆 役

### テレビドラマ
NHK
- 連続テレビ小説
  - すずらん（1999年）
  - さくら（2002年）
- 水曜ドラマの花束・昨日の敵は今日の友（2000年）
- 抱きしめたい（2002年）
- 赤ちゃんをさがせ（2003年）
- 土曜ドラマ・新マチベン 〜オトナの出番〜（2007年）
- 海峡（2007年） - 吉江ツタエ 役
- 大河ドラマ・天地人 第27話（2009年） - 律 役
- 吉原裏同心 第1話（2014年）
- 四十八人目の忠臣（2016年） - 唐澤 役

日本テレビ
- 永遠の仔（2000年）
- 怪物くん（2010年） - アラマ荘の大家 役
- ホタルノヒカリ2 第2話（2010年） - 商店街会長の妻 役
- Dr.倫太郎（2015年） - 大滝久美子
- 金田一少年の事件簿 第8話（2022年） - 冬木ウメ 役
- 火曜サスペンス劇場
  - 「弁護士・朝日岳之助17」（2002年） - 佐伯澄江
  - 「街の医者・神山治郎6」（2004年） - 柴田広子

TBS
- あんどーなつ（2008年） - 河島由子
- 夫婦道（2009年）
- ハンチョウ〜警視庁安積班〜 シリーズ6 第6話（2013年） - 志賀昌子
- 月曜ゴールデン
  - 「税務調査官・窓際太郎の事件簿22」（2011年） - 北見絹江 役
  - 「浅見光彦シリーズ31」（2012年） - 為保智映子 役
  - 駅弁刑事・神保徳之助6（2012年）
  - 「浅見光彦シリーズ34」（2014年） - 伊丹佳奈 役
  - 「信濃のコロンボ事件ファイル22」（2014年） - 笠井静 役
- 悪霊病棟 第5話（2013年） - インタビューを受ける元患者 役
- 恋はつづくよどこまでも（2020年） - 佐倉聡子 役

フジテレビ
- 金曜プレステージ
  - ドクター小石の事件カルテ5 毒炎（2009年4月17日）
  - 十津川刑事の肖像2（2012年） - 武藤君代 役
- 東海テレビ制作昼ドラマ(東海テレビ製作・フジテレビ系列)
  - 女同士（2000年）
  - 女優・杏子 第51話（2001年）
  - はるちゃん5（2001年）
  - 女医・優〜青空クリニック〜（2004年） - 鶴巻多恵 役
  - 非婚同盟（2009年） - 小幡福江 役
  - 天国の恋（2013年） - 森直子 役
  - 碧の海〜LONG SUMMER〜（2014年） - 宮古ばぁ 役
- Days（1998年）
- 女子アナ。（2001年）
- クニミツの政（2003年）
- となりのクレーマー（2008年）
- 赤い霊柩車シリーズ38（2020年） - 沢田常子 役
- アンサング・シンデレラ 病院薬剤師の処方箋（2020年） - 老人 役
- 女神の教室〜リーガル青春白書〜（2023年） - 内山久子 役
- グランマの憂鬱（2023年） - 森田ヨネ 役

テレビ朝日
- 土曜ワイド劇場
  - 愛人バンク殺人事件（1984年2月11日）
  - 「新・赤かぶ検事奮戦記4」（1997年） - 鈴木栄子 役
  - 冬の旅情サスペンス みちのく美女伝説殺人事件（1998年2月28日）
- はぐれ刑事純情派
  - （2001年） - 崎山香 役
  - （2003年） - 大山絹代 役
- テレビ朝日50周年ドラマスペシャル 警官の血（2009年） - 早瀬早苗 役
- 歌のおにいさん 第5話（2009年） - 田島の母 役
- 宿命 1969-2010 -ワンス・アポン・ア・タイム・イン・東京-（2010年） - 料亭「松房」女将 役
- 警視庁・捜査一課長（2016年） - 秋本敏子 役
- 特捜9（2019年） - 曽我八重子 役
- 日曜プライム 警視庁・捜査一課長（2019年） - 小倉安子の祖母 役
- 遺留捜査 Season6（2021年） - 深谷美幸 役
- モコミ〜彼女ちょっとヘンだけど〜 第1話・7話（2021年1月23日・3月13日） - 藤澤春子（伊藤春子）[注 1]

テレビ東京
- 女と愛とミステリー
  - 目撃〜ある愛のはじまり〜（2001年）
  - 密会の宿3 北鎌倉、男と女が忍び逢う宿で不倫と嫉妬の連続殺人事件（2005年1月26日）
- 水曜ミステリー9
  - 「指紋捜査官・塚原宇平の神業2 指紋は語る」（2006年）
  - 「捜査検事・近松茂道8」（2008年） - 海老沢鈴子 役
  - 「特命おばさん検事! 花村絢乃の事件ファイル1」（2012年） - 野本絹江 役
  - 「女三代 如月法律事務所2」（2013年） - 片野松代 役
  - 「最強の法廷 裁判官桜子と10人の評決」（2015年） - 徳井ハル 役
- 忠臣蔵〜決断の時（2003年） - おかや 役
- レンタルなんもしない人（2020年） - 滝口キヨ 役

WOWOW
- 翳りゆく夏（2015年） - 堀江の母 役

### ラジオドラマ
- FMシアター（NHK-FM）
  - 「井上さんの卒業式」（2001年）
  - 「シリーズ・南アフリカの現代文学 『さあ、すわってお聞きなさい』」（2005年）
  - 「光の廊下」（2006年）
  - 「僕の細道」（2007年）
  - 『泣かないで、パーティーはこれから」（2010年）
  - 「うさぎの神様」（2011年） - 俳句サークルの仲間 役
  - 「スイートビターホーム」（2011年） - 祖母の葬儀に参列した親戚 役
  - 「春子の竹ボウキ」（2014年） - 幸子 役
  - 『スイートメモリーズ』（2023年6月17日）[1]
- 特集オーディオドラマ（NHK-FM）
  - 『ドラマ 古事記（第二部）～まほろば篇～』第一夜（2006年）
  - 『雪姫　遠野おしらさま迷宮』（2011年） - 所長、助産婦 役
- 青春アドベンチャー（NHK-FM） 
  - 『黒蜥蜴』（2009年） - 岩瀬夫人 役
- 防災の日スペシャルドラマ「津波の記憶　休日出勤」（2010年、NHKラジオ第1） - グループホーム職員　大石 役

### 映画
- Laundry（2002年） - アンチックショップの巡回保安員 役
- 監督・ばんざい!（2007年） - 奥目ババァ（駄菓子屋の女主人） 役
- 容疑者Xの献身（2008年） - レンタルルーム「扇屋」女将 役
- 悪人（2010年）
- お終活 熟春!人生、百年時代の過ごし方 - （2021年公開　イオンエンターテイメント ） - 里子 役
- イルカはフラダンスを踊るらしい（2023年11月25日、POPBORN） - 井川シズ 役[2][3][4]